# 细叶珠芽蓼
细叶珠芽蓼（学名：Polygonum viviparum var. angustum）为蓼科蓼属下的一个变种。